# Tenis en Serbia
La única figura relevante del tenis serbio en el comienzo la era abierta (aún bajo el nombre de Yugoslavia) fue Slobodan Živojinović, sin embargo desde la aparición de Novak Djokovic a mediados de los años 2000, el tenis se desarrolló y ya en la década de 2010 se ha transformado en una potencia, ya que se le unieron Janko Tipsarević, Viktor Troicki, y otros tenistas jóvenes de primer nivel como Dušan Lajović, Filip Krajinović, Laslo Djere y Miomir Kecmanović. Novak Djokovic es el actual número 1 del ranking ATP y ya es considerado entre los mejores de la historia del deporte por sus increíbles logros y estadísticas. 
A nivel de representación nacional el Equipo de Copa Davis de Serbia obtuvo la Copa Davis por primera vez en 2010 de la mano de Novak Djokovic, Janko Tipsarević y Viktor Troicki, y de Nenad Zimonjić en dobles.
En el tenis femenino destaca principalmente Monica Seles ex No.1 del ranking WTA y ganadora de 9 Grand Slams, campeona del Abierto de Australia, en 4 ocasiones (1991, 1992, 1993, 1996), del torneo de Roland Garros en 3 ocasiones (1990,1991, 1992) y del Abierto de los Estados Unidos en 2 ocasiones (1991, 1992) y miembro del Salón Internacional de la Fama del Tenis, nacionalizada estadounidense a los 21 años. También lograron posteriormente llegar a la cima del ranking Ana Ivanovic y Jelena Janković.

## Mejores en el ranking ATP en individuales masculino

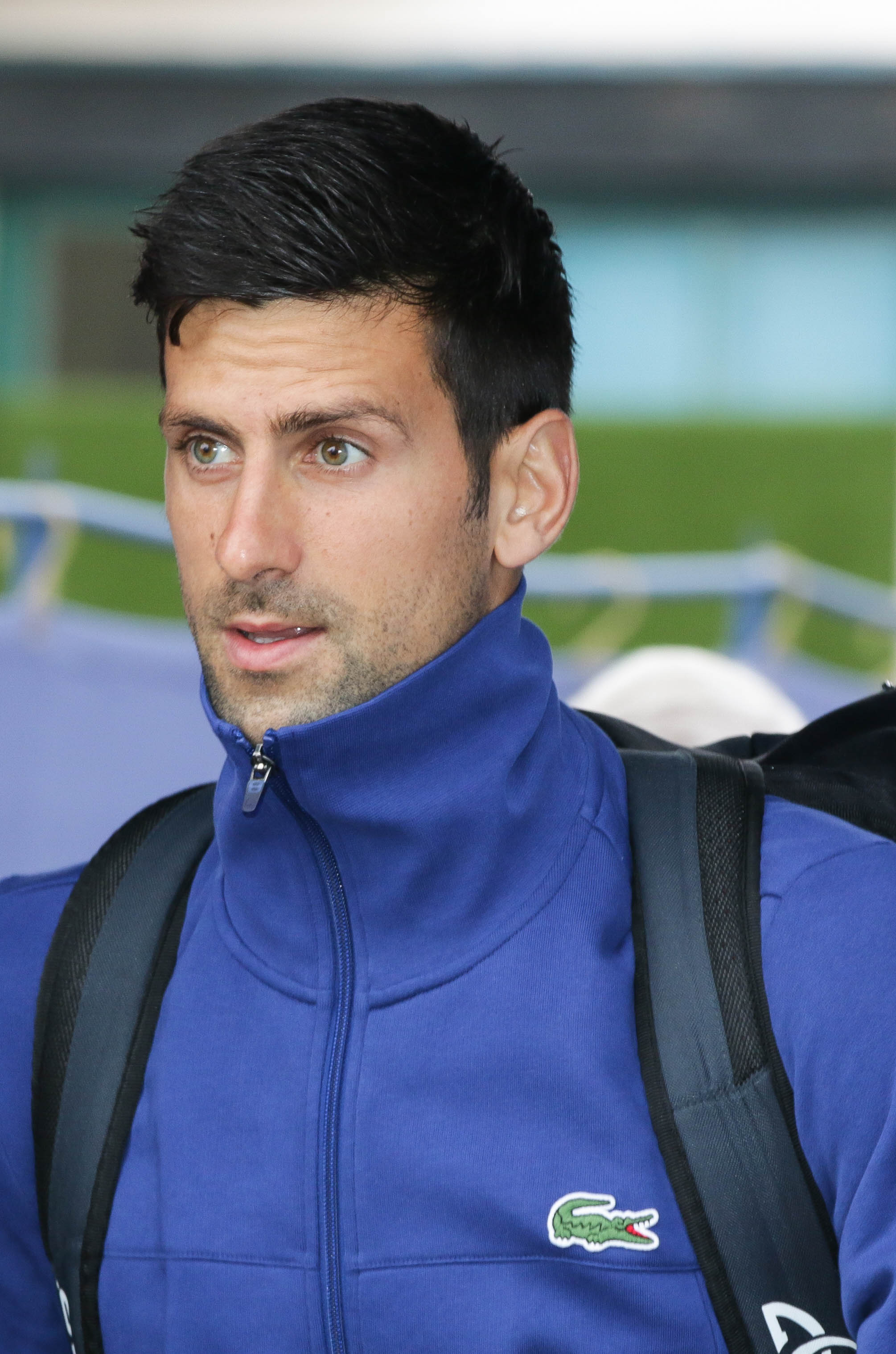
Novak Djokovic el mejor tenista serbio de la historia

Tenistas que han alcanzado el Top 100 del ranking ATP.
| Singlista            | Mejor puesto | Año  | Títulos |
| -------------------- | ------------ | ---- | ------- |
| Novak Djokovic       | 1.°          | 2011 | 99      |
| Janko Tipsarević     | 8.º          | 2012 | 4       |
| Viktor Troicki       | 12.º         | 2011 | 3       |
| Slobodan Živojinović | 19.º         | 1987 | 2       |
| Dušan Lajović        | 23.°         | 2019 | 2       |
| Filip Krajinović     | 26.°         | 2018 | 0       |
| Laslo Djere          | 27.°         | 2019 | 3       |
| Miomir Kecmanović    | 27.º         | 2023 | 2       |
| Boris Pashanski      | 55.º         | 2006 | 0       |
| Hamad Medjedovic     | 61.º         | 2025 | 0       |

## Tenistas con más victorias ATP
Tenistas serbios con más de 100 victorias ATP.
| Nombre               | Victorias | Derrotas | Rendimiento |
| -------------------- | --------- | -------- | ----------- |
| Novak Djokovic       | 1131      | 225      | 83,5%       |
| Viktor Troicki       | 294       | 273      | 51,9%       |
| Janko Tipsarević     | 284       | 257      | 52,8%       |
| Dušan Lajović        | 206       | 263      | 44,2%       |
| Miomir Kecmanović    | 156       | 154      | 50,8%       |
| Slobodan Živojinović | 151       | 139      | 52,1%       |
| Laslo Djere          | 150       | 151      | 49,8%       |
| Filip Krajinovic     | 123       | 131      | 49,4%       |

## Tenistas n.º 1 en dobles masculino
- Slobodan Živojinović
- Nenad Zimonjić

## Galería de tenistas destacados
Tenistas Top 30 en individuales y Top 1 en dobles.
|                       |
| Slobodan Živojinović. |

|                 |
| Nenad Zimonjic. |

|                   |
| Janko Tipsarević. |

|                 |
| Viktor Troicki. |

|                 |
| Novak Djokovic. |

|                |
| Dušan Lajović. |

|                   |
| Filip Krajinovic. |

|              |
| Laslo Djere. |

|                    |
| Miomir Kecmanović. |

## Galería de tenistas femeninas destacadas
|               |
| Monica Seles. |

|               |
| Ana Ivanovic. |

|                  |
| Jelena Jankovic. |